# Бедин, Николай Александрович
Николай Александрович Бедин (15.08.1915, Таганрог — ? (не ранее 2000 г.), Челябинск) — инженер-конструктор Челябинского тракторного завода, лауреат Ленинской премии (1966).
Слесарь-инструментальщик ФЗУ в Таганроге (1932—1934), слесарь-ремонтник на заводе «Ростсельмаш» в Ростове-на-Дону (1934—1936).
Окончил Ростовский машиностроительный институт (1941) и был направлен на работу мастером кузнечного цеха Челябинского тракторного завода. В 1942—1961 зам. начальника, начальник кузнечного цеха, начальник технологического бюро, начальник технологического отдела кузнечно-термического корпуса ЧТЗ.
В 1961—1962 начальник лаборатории горячей обработки металлов давлением НИИ тяжелого машиностроения (Ростов-на-Дону).
В 1962 снова направлен на ЧТЗ на должность начальника отдела для проведения реконструкции кузнечного производства. При участии специалистов ВНИИ металлургического машиностроения на заводе был впервые в СССР освоен процесс горячей прокатки зубьев шестерен, в 16 раз увеличивший скорость изготовления зубчатых колес. За эту работу Н. А. Бедин и начальник участка С. М. Хазин были удостоены Ленинской премии 1966 года.
В 1979—1994 инженер-конструктор отдела гл. конструктора по объемному проектированию, ведущий инженер-проектировщик.